# Karel Frič

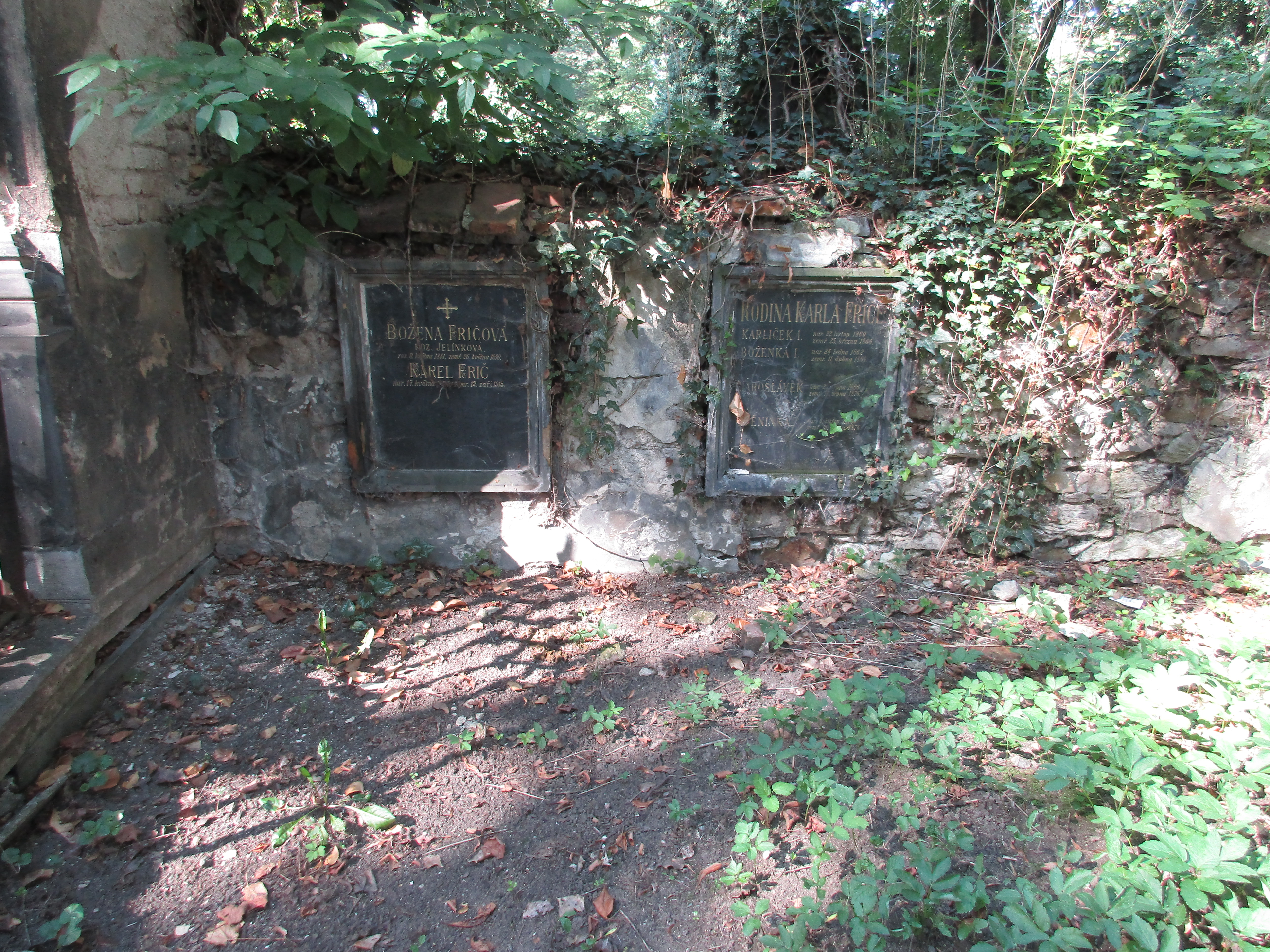
Hrob rodiny Karla Friče na Olšanských hřbitovech v Praze

Karel Frič (17. května 1834 Praha-Nové Město – 12. září 1915 Praha), byl český obchodník, překladatel a podnikatel.

## Život
Vystudoval chemii na pražské technice (dnes ČVUT), roku 1863 přeložil z angličtiny Chemickou abecedu, psal brožury a články na obchodní témata. Brožurou Stavme velké Národní divadlo z roku 1864 vzbudil obnovený zájem o toto téma. Vedl různé průmyslové a obchodní podniky a jeden z nich založil v Rostově na Donu v Rusku, kde pak dlouho žil.
Pohřben byl v rodinné hrobce na Olšanských hřbitovech.